# しょこたん☆かばー4
『しょこたん☆かばー4』は、中川翔子のカバー企画の第4弾作品であり、中川本人が選んだ楽曲をカバーしたコンピレーション・アルバム。2011年10月12日に発売。

## 解説
- 過去のカバーアルバム3作品ではいずれもアニメソングが選曲されているが、今作ではアニメソング以外の楽曲のカバーにも挑戦している。
- 今回は80年代のアイドルソングを集めた『しょこたん☆かばー4-1 〜しょこ☆ドル篇〜』と、ガールズロックソングを集めた『しょこたん☆かばー4-2 〜しょこ☆ロック篇〜』の2枚同時発売となる。
- アイドル編の楽曲のうち、「赤道小町ドキッ」は5thシングル「Shiny GATE」、「約束」は7thシングル「綺麗ア・ラ・モード」にも収録されている。
- ロック編の楽曲のうち、「Don't say "lazy"」は『しょこたん☆かばー3 〜アニソンは人類をつなぐ〜』にもTVサイズが収録されているが、今回は初めてフルサイズでの収録となった。
- また、中川は、ドラマ『あんみつ姫』の主題歌としてあんみつファミリー名義で同番組の共演者と共に「Diamonds」を歌唱しているが、CD化されたのは今回が初である。

## アイドル篇
収録曲
1. はんぶん不思議 [3:50]
  - 『ミュージックフェア』でFairies とコラボ。
2. 吐息でネット [4:31]
3. ロコモーションドリーム [4:22]
4. 赤道小町ドキッ [3:45]
  - 2013年3月16日放送の『ミュージックフェア』で山下久美子とコラボ。
5. 約束 [4:07]
6. くちびるNetwork [3:52]
7. 蒼いフォトグラフ [3:53]
  - 『ミュージックフェア』で福原美穂/松任谷正隆とコラボ。

DVD盤のみ
1. 「はんぶん不思議」Music Clip
2. 「はんぶん不思議」メイキング映像

## ロック篇
収録曲
1. 恋心 [4:09]
  - 『新堂本兄弟』で相川七瀬とコラボ。
  - 『FNS歌謡祭』にて相川七瀬、miwaとコラボ。
2. フレンズ [4:27]
  - 『ミュージックフェア』でステレオポニー/土橋安騎夫とコラボ。
  - 『FNSうたの夏まつり』でNOKKOとコラボ。
3. 白い花 [4:57]
4. DIAMONDS [5:01]
5. 今すぐKiss me [3:43]
  - 2012年12月5日放送の『FNS歌謡祭』にて渡瀬マキとコラボ。
6. Don't say "lazy" [4:20]
  - ANIMAX MUSIX FALL 2010でSCANDALとコラボ。
7. ともだち [4:22]
  - 『ミュージックフェア』でスキマスイッチとコラボ。

DVD盤のみ
1. 「恋心」Music Clip
2. 「恋心」メイキング映像